# Urpín
Urpín (510 m n. m.) (maďarsky: Urpin) je vrch v Slovenském středohoří v celku Zvolenská kotlina v podcelku Bystrická vrchovina. Urpín se nachází v katastrálním území města Banská Bystrica. Z východní strany sousedí s částí Uhlisko, ze severu s centrem města a ze západu s Radvaňou. Na východní straně kopce se nachází banskobystrická Kalvárie ze 17. století. Pod úbočím Urpína protéká řeka Hron a vede železniční trať Zvolen-Vrútky. Na této trati je pod Urpínem zastávka Banská Bystrica mesto, tzv. Malá stanice.
Na podzim roku 2014 byla otevřena naučná stezka s délkou 3,6 km a čtrnácti informačními tabulemi. Další etapy počítají s vytvořením vyhlídky a úpravou a obnovou serpentin až na vrchol. Investováno bylo téměř 82 tisíc €. Naučná stezka vede od malé stanice po serpentinách nahoru, kolem vrcholu Urpína, okolo Urpínské lesostepi a po 13 zastaveních končí na Uhlisku.
Urpín se nachází blízko centra města a je viditelný z mnoha částí města. Používá se proto také jako synonymum pro samotné město Banská Bystrica. „Město pod Urpínem“, nebo jen „Pod Urpínem“ nebo podobné fráze jsou používány v médiích. Vrch Urpín dal jméno i organizacím, firmám či produktům z Banské Bystrice, např. folklorní soubor Urpín, pivo Urpiner Banskobystrického pivovaru.

## Galerie

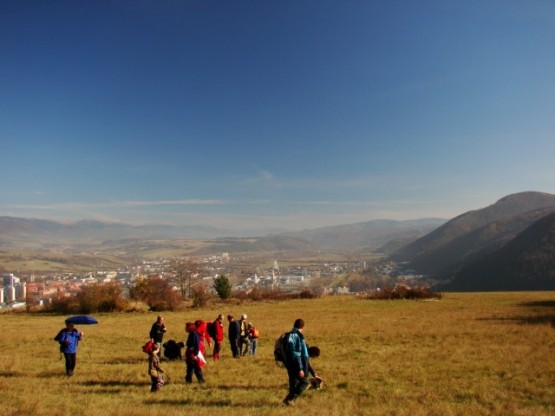
Louka na vrcholu
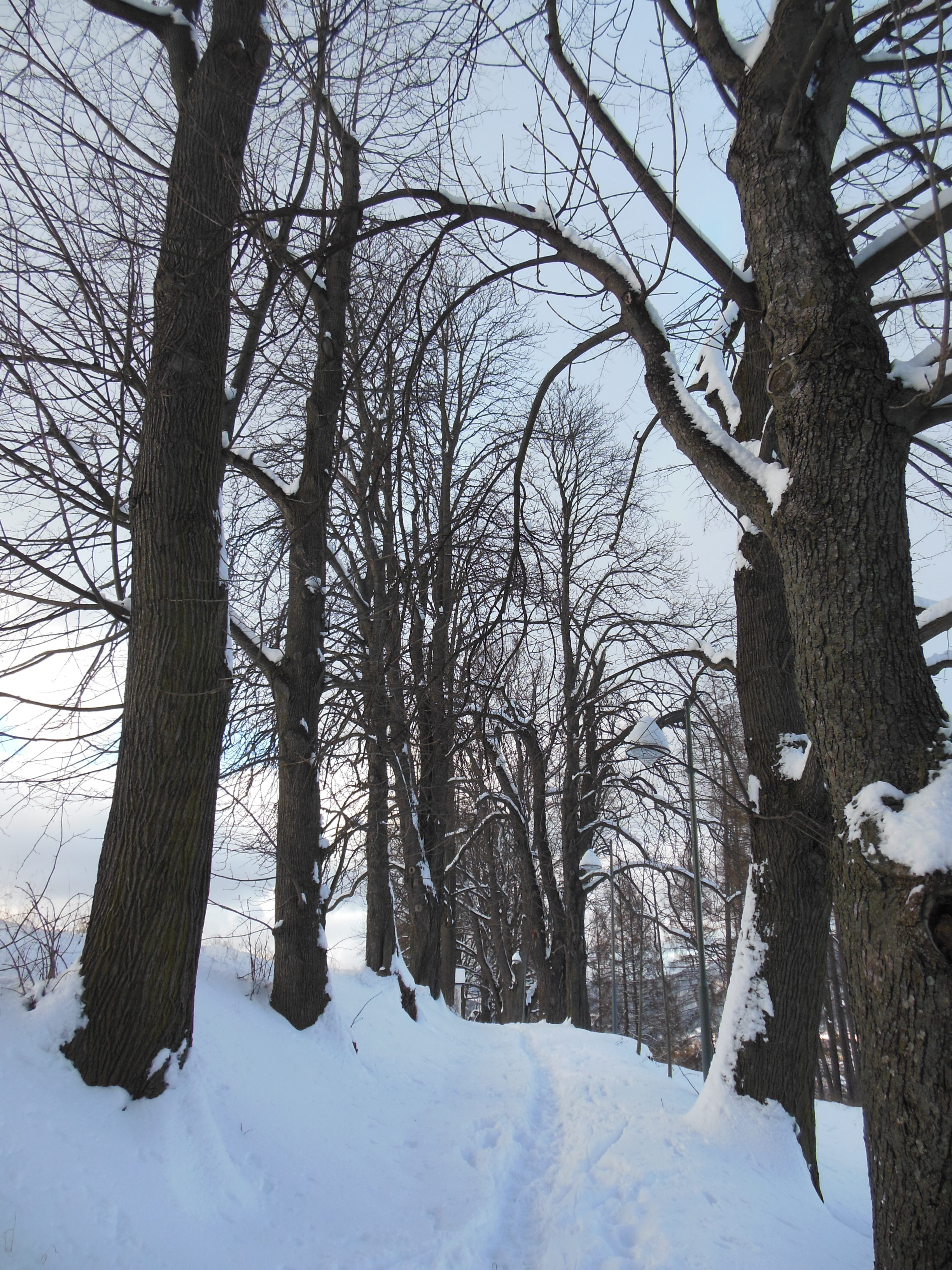
Urpínská alej v zimě
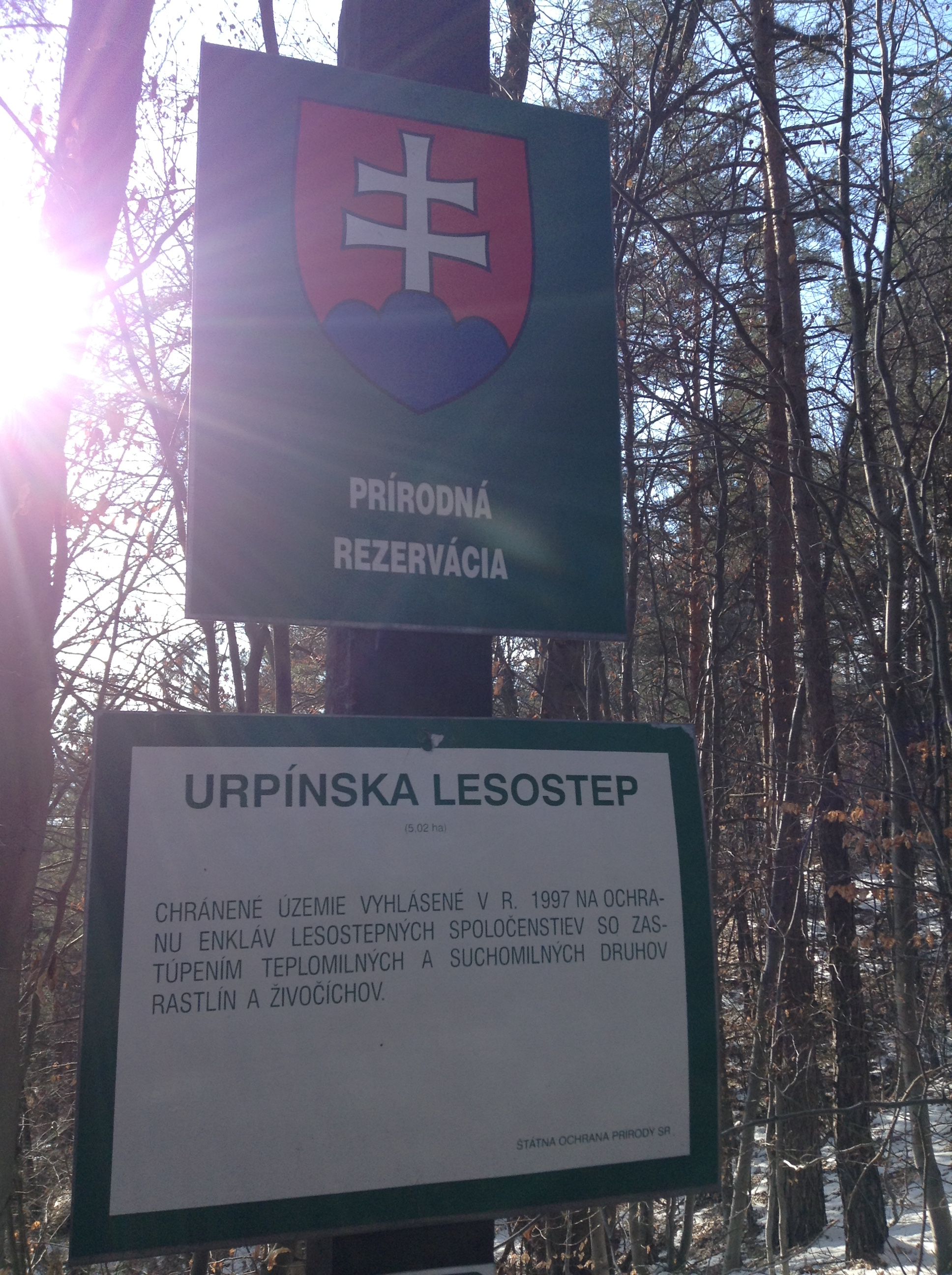
Tabulka přírodní rezervace Urpínska lesostep
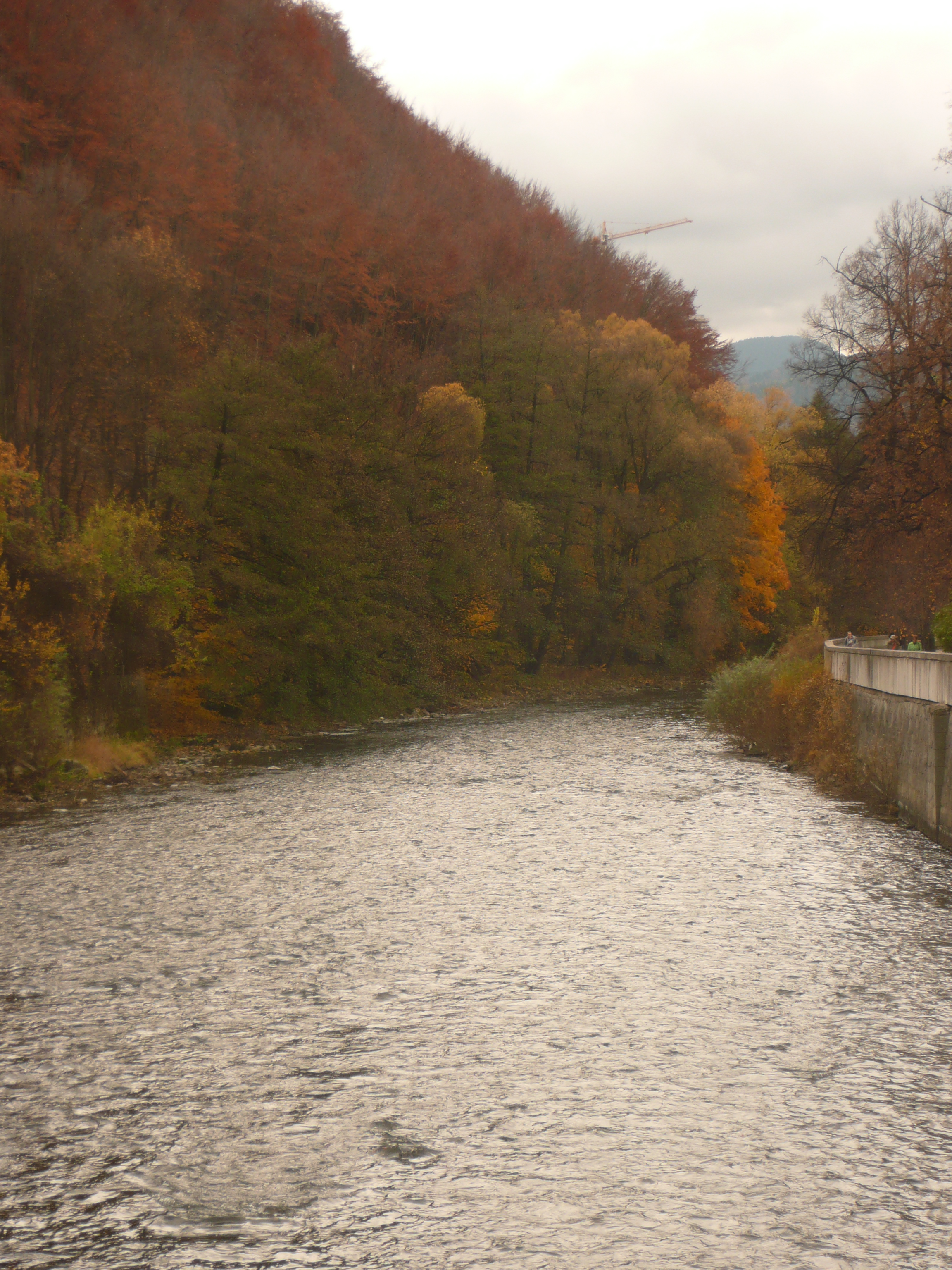
Úpatí Urpínu s řekou Hron